# Walker (Iowa)
Walker és una població dels Estats Units a l'estat d'Iowa. Segons el cens del 2000 tenia 750 habitants.

## Demografia
Segons el cens del 2000, Walker tenia 750 habitants, 273 habitatges, i 197 famílies. La densitat de població era de 413,7 habitants/km².
Dels 273 habitatges en un 40,3% hi vivien nens de menys de 18 anys, en un 62,6% hi vivien parelles casades, en un 7,3% dones solteres, i en un 27,5% no eren unitats familiars. En el 22,7% dels habitatges hi vivien persones soles el 13,2% de les quals corresponia a persones de 65 anys o més que vivien soles. El nombre mitjà de persones vivint en cada habitatge era de 2,75 i el nombre mitjà de persones que vivien en cada família era de 3,23.
Per edats la població es repartia de la següent manera: un 30,7% tenia menys de 18 anys, un 8,5% entre 18 i 24, un 30,3% entre 25 i 44, un 18,7% de 45 a 60 i un 11,9% 65 anys o més.
L'edat mediana era de 33 anys. Per cada 100 dones de 18 o més anys hi havia 86,4 homes.
La renda mediana per habitatge era de 43.438 $ i la renda mediana per família de 50.556 $. Els homes tenien una renda mediana de 34.271 $ mentre que les dones 23.618 $. La renda per capita de la població era de 16.258 $. Entorn del 4,1% de les famílies i el 5,2% de la població estaven per davall del llindar de pobresa.

## Poblacions més properes
El següent diagrama mostra les poblacions més properes.